# Trichospira
Trichospiridae
Cet article concerne le genre de protistes Trichospira Roux, 1899. Pour le genre de plantes Trichospira Kunth, 1818, voir Trichospira verticillata.
Famille
Genre
Trichospira, unique représentant de la famille des Trichospiridae, est un genre de Ciliés de la classe des Kinetofragminophora et de l’ordre des Trichostomatida.

## Étymologie
Le nom de Trichospira est dérivé du grec θριξ / thrix, « poil, cheveu, cil », et σπιρο / spiro, « spire », littéralement « cil spiralé », en référence aux rangées de cils disposées en spirale, observées chez cet organisme.

## Description
Selon Roux, Trichospira a un corps ovale, cylindrique ou faiblement aplati latéralement. Ses extrémités sont arrondies. Sa partie antérieure est tronquée obliquement sur la face ventrale. La bouche est située au fond d'une dépression péristomienne ovale, peu profonde, occupant la troncature antérieure. Le bord antérieur et droit de la fosse buccale est munis d'une ligne garnie de cils particuliers courts et serrés, ligne qui se poursuit en spirale autour du corps et s'arrête près de l'extrémité postérieure, sur le côté latéral droit. Il n’y a pas de pharynx. Les cils du corps sont longs, soyeux, mais rares ; plus longs dans la partie postérieure, disposés en lignes arquées, obliques de droite à gauche. Ses mouvements son peu rapides, accompagnés de rotations autour de l'axe longitudinal.
L’espèce Trichospira dextrorsa a une taille moyenne (longueur 90–100 μm, largeur 35 μm). Elle possède des trichocystes bien développés. Son unique vésicule contractile est placée dans la partie moyenne, près de la face ventrale. Son macronucléus est central, grand, réniforme (en forme de rein), avec un micronucléus contigu. Le plasma est hyalin.
Selon Kahl Trichospira est de forme cylindrique, parfois élargie au milieu, arrondie en arrière ; sur l’avant il y a un support oblique, sur lequel s'ouvre la fosse buccale cylindrique, l’entonnoir buccal, lequel est entouré d'une double rangée spirale de cils robustes, encerclant le bord droit et antérieur ; la spirale est dans le sens opposé à l'extrémité postérieure, où elle se fond dans une bande hélicoïdale transversale, qui se desserre et devient méconnaissable sur la partie postérieure du corps. Les autres rangées de cils sont parallèles cette bande spéciale et elles convergent avec elle dans le creux de l’entonnoir buccal, dont les cils produisent le tourbillon alimentaire (composé de principalement de bactéries) ; des cils, au fond de la fosse, battent dans court gosier. Le macronucleus est court et ellipsoïde ; il englobe un micronoyau distinct. La vacuole contractile est sous-terminale. Dans l’ectoplasme on observe une couche dense de trichocystes.

## Habitat et répartition
Trichospira est un sapropel typique d'eau douce.

## Liste des espèces
Selon le Catalogue of Life (23 janvier 2024) :
- Trichospira dextrorsa Roux, 1899
- Trichospira inversa (Claparède & Lachmann, 1859)

## Systématique
Le nom valide du genre est Trichospira Roux, 1899, de la famille Trichospiridae Kahl, 1926.